# 미사고등학교
미사고등학교(渼沙高等學校)는 대한민국 경기도 하남시 망월동에 있는 공립 고등학교이다.

## 학교 연혁
- 2014년 12월 31일 : 설립인가(보통학급 10학급)
- 2015년 3월 1일 : 초대 박일자 교장 취임
- 2015년 3월 2일 : 제1회 입학식(10학급 212명)
- 2022년 3월 1일 : 제4대 황인숙 교장 취임
- 2024년 3월 4일 : 제10회 입학식(10학급 325명)

## 참고 자료
- 미사고등학교 - 한국교육학술정보원 학교알리미